# Zoroaster microporus
Zoroaster microporus är en sjöstjärneart som beskrevs av Fisher 1916. Zoroaster microporus ingår i släktet Zoroaster och familjen Zoroasteridae. Inga underarter finns listade i Catalogue of Life.